# トミー・セイヤー
トマス・カニンガム・セイヤー（Thomas Cunningham Thayer、1960年11月7日 - ）は、アメリカ合衆国のロック・ミュージシャン。
ロックバンド・KISSの5代目ギタリスト。

## 概要

### 生い立ち
オレゴン州ポートランド出身。同州ビーバートン郊外でビートルズや60年代ポップスを聴きながら育つ。70年代ロックに強い影響を受けて13歳でギターを始め、高校卒業後数々のローカルバンドでプレイしていた。

### ブラック・アンド・ブルー

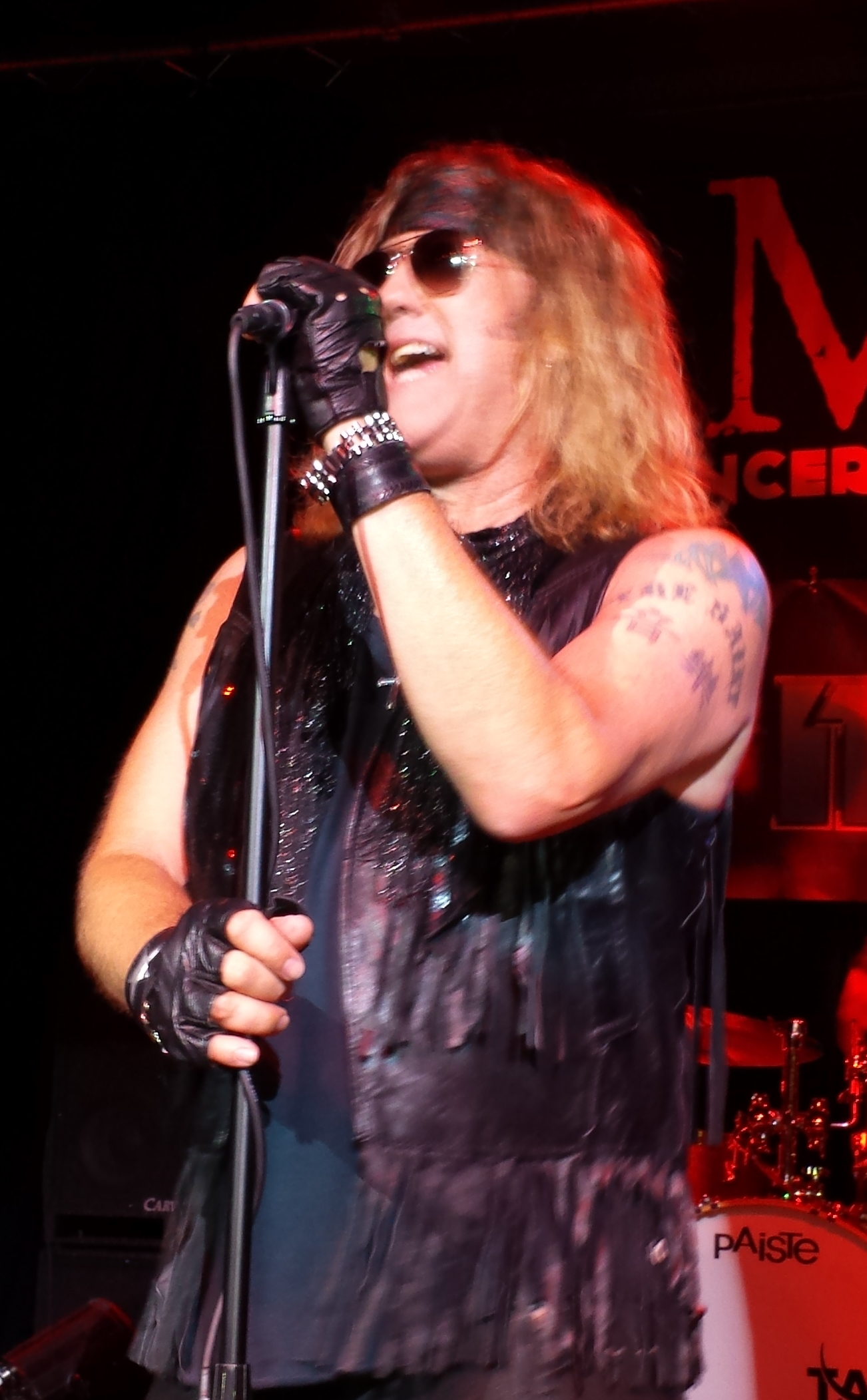
旧友ジェイミー St.ジェイムズ（2014年）

1981年11月にジェイミー・セント・ジェイムズとブラック・アンド・ブルー（Black 'N Blue）を結成。
1982年には活動拠点をロサンゼルスに移して、LAクラブシーンで活動する。
1983年、ゲフィン・レコードと契約し、1984年にメジャーデビューを果たす。同年8月からエアロスミスのバック・イン・ザ・サドル・ツアーで前座を務め、11月には単独で日本公演を行う。
1985年末、キッスのアサイラム・ツアーの前座を務め、ジーン・シモンズと親しくなる。1980年代後半からバイトでシモンズのパーソナルアシスタントを務め、コーヒーを入れることから家の雨どいの掃除、さらにポール・スタンレーの家の壁塗りまで公私に関わらず何でもこなした。
1989年、ブラック・アンド・ブルーはゲフィンに契約を切られて解散した。

### キッス

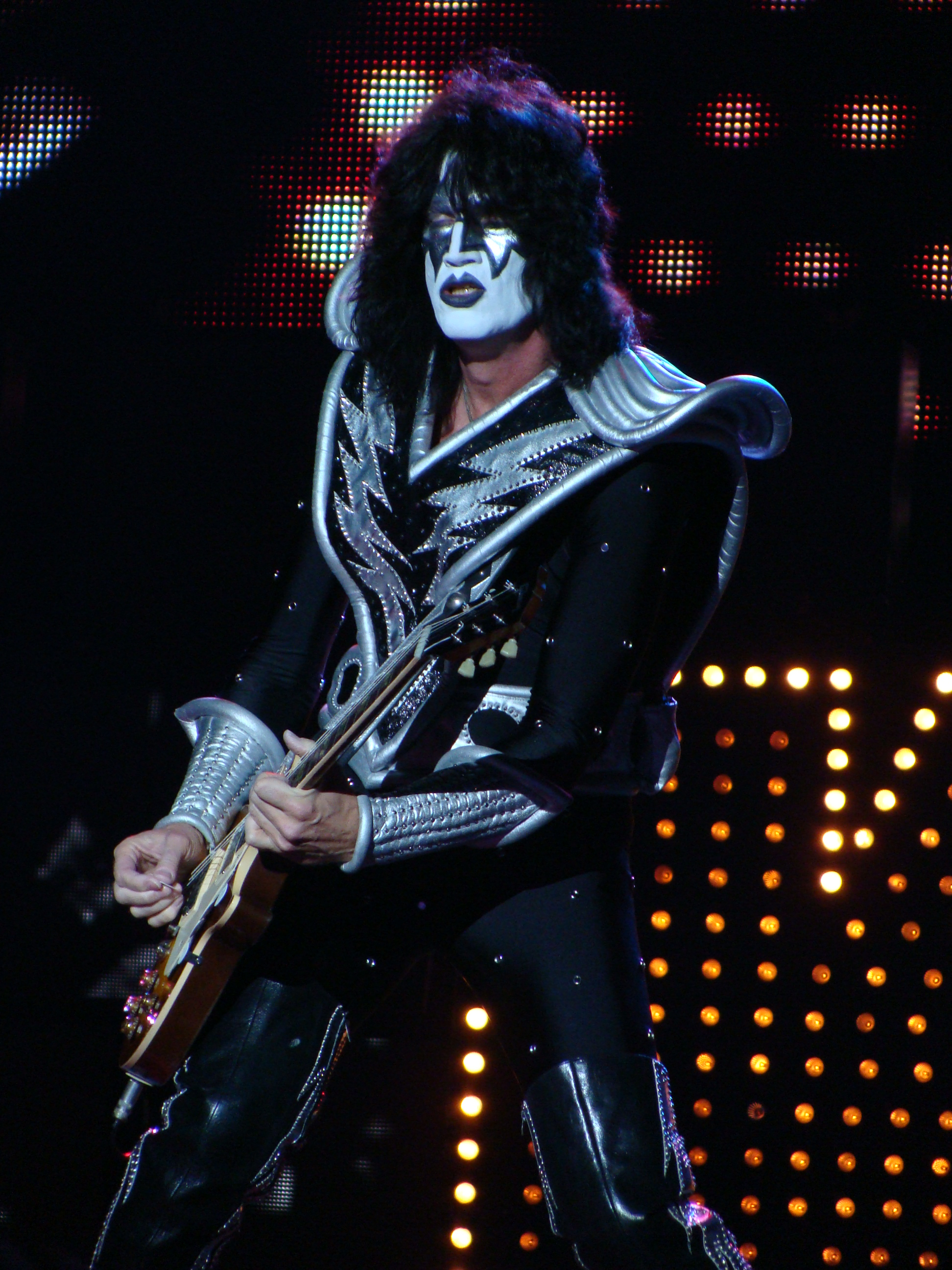
キッスのペイント時代（2010年）

セント・ジェイムズと共に、フルメイクのキッス・トリビュートバンド「コールド・ジン」（Cold Gin）を結成。ロサンゼルスを中心に活動し、日本公演も行った。
1990年代にはバイトで務めていたキッスの雑用係が本職になった。メンバーの移動先のホテルを予約し、キッスの歴史書『KISSTORY』の編集に携わった。1995年から1996年にかけて行われたキッス・コンベンションを企画して実現させた。その結果、キッスが1995年8月に出演したMTVアンプラグドには、オリジナル・メンバーのピーター・クリスとエース・フレーリ―がゲスト出演した。
オリジナル・メンバーによる再結成ツアーが始まった1996年からは、ツアー・マネージャーを務めた。リハーサルでは昔自分が作ったギター・フレーズを忘れかけていたフレーリーを手助けし、再結成に伴う様々な映像を記録編集して『セカンド・カミング（Second Coming）』を作り上げた。
2002年、フレーリー脱退後、後任としてキッスの第9期メンバーかつ第5代目ギタリストになった。メイクはフレーリーと同じスペースマン模様を施している。
2007年、ポートランドで開催されたブラック・アンド・ブルーのベネフィット・コンサートに参加。
2009年、初めてキッスの正式メンバーとして、スタジオ・アルバム『ソニックブーム』の制作に参加する。
2012年、20枚目のスタジオ・アルバム『モンスター～地獄の獣神』において、スタンレーやシモンズと多くの曲を共作して制作に大きく貢献する。二人からは「トミーとエリック（ドラマーのエリック・シンガー）が俺たちをバンドとして蘇らせてくれたのだ」と絶賛された。
2015年、キッスのメンバーとして東京ドーム公演、2019年末、キッスの最後の日本ツアーに参加した。
元キッスファンでツアー･マネージャーを経てメンバーになった経歴のため、ファンの意見をメンバーに伝える役目も果たしてきた。寡黙で真面目な性格でもあり、スタンレーには「キッスとしてどうするべきか迷った時は、トミーに意見を訊く事にしている」ほど信頼されている。

## 私生活

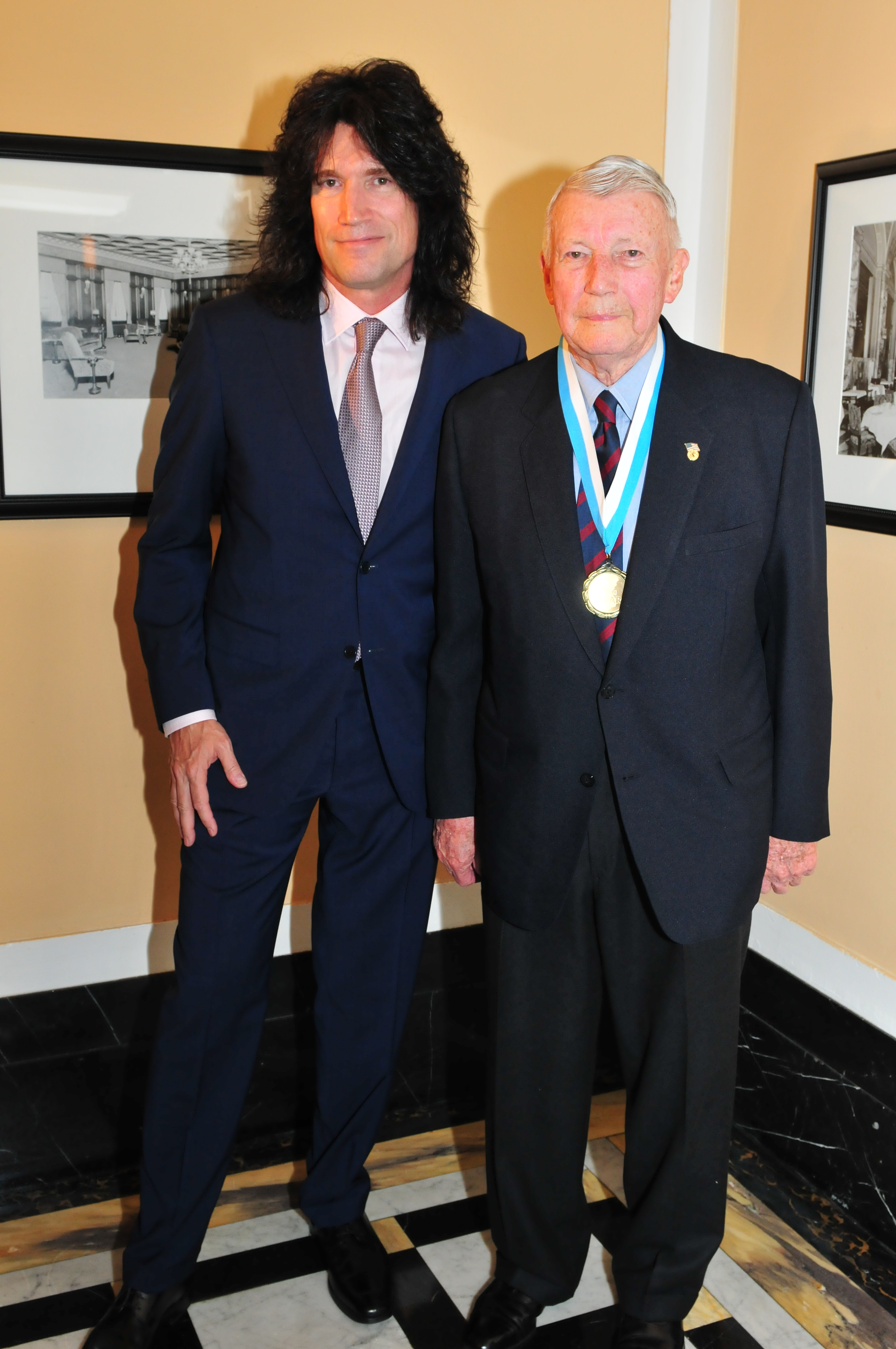
父ジェームス・B・セイヤーと（2013年）

- 実父は、第二次世界大戦の欧州戦線で活躍した英雄ジェームス・B・セイヤー陸軍准将（1922年 - 2018年）。96歳の長寿だった。
- 2006年にアンバー・ピークと結婚。同年6月4日、カリフォルニア州で結婚セレモニーが行われたことが翌日付のオフィシャルサイトで報じられた[4]。
- 夫婦の間に子供はいないが、1989年頃に付き合っていた女性との間に娘が生まれていた事を2021年に公表した。彼のはとこからの連絡により娘の存在を知り遺伝子検査会社の結果、親子関係にある事が2020年の夏に分かったという[5]。
- 趣味はゴルフ。